# Liste der Gouverneure von New South Wales

Dienstflagge des Gouverneurs

Der Gouverneur von New South Wales ist der Vertreter des britischen Monarchen, derzeit König Charles III., im australischen Bundesstaat New South Wales. Der Gouverneur oder die Gouverneurin übt auf bundesstaatlicher Ebene dieselben konstitutionellen und zeremoniellen Funktionen aus wie der Generalgouverneur von Australien auf landesweiter Ebene.
In Übereinstimmung mit den Konventionen des Westminster-Systems handelt der Gouverneur fast ausschließlich gemäß dem Rat des Anführers der gewählten Regierung, in diesem Falle des Premierministers von New South Wales. Der Gouverneur hat jedoch das Recht, den Premierminister zu entlassen.
Dieses Amt ist das älteste Regierungsamt in Australien. Arthur Phillip, Kommandeur der First Fleet, hatte es vom 26. Januar 1788 an inne, dem Gründungstag der ersten Kolonie Sydney. Die ersten Gouverneure besaßen aufgrund der weiten Entfernung zu Großbritannien eine beinahe autokratische Machtfülle, bis zur Gründung des New South Wales Legislative Council, des ersten australischen Parlaments, im Jahr 1824.

## Liste der Gouverneure von New South Wales
| Gouverneur                                         | Amtsantritt        | Amtsaustritt       |
| -------------------------------------------------- | ------------------ | ------------------ |
| Arthur Phillip                                     | 26. Januar 1788    | 10. Dezember 1792  |
| Francis Grose (kommissarisch)                      | 11. Dezember 1792  | 14. Dezember 1794  |
| William Paterson (kommissarisch)                   | 11. Dezember 1792  | 10. September 1795 |
| John Hunter                                        | 11. September 1795 | 27. September 1800 |
| Philip Gidley King                                 | 28. September 1800 | 12. August 1806    |
| William Bligh                                      | 13. August 1806    | 26. Januar 1808    |
| William Paterson (kommissarisch)                   | 27. Januar 1808    | 31. Dezember 1809  |
| Lachlan Macquarie                                  | 1. Januar 1810     | 1. Dezember 1821   |
| Thomas Brisbane                                    | 1. Dezember 1821   | 1. Dezember 1825   |
| Ralph Darling                                      | 19. Dezember 1825  | 22. Oktober 1831   |
| Richard Bourke                                     | 3. Dezember 1831   | 5. Dezember 1837   |
| George Gipps                                       | 24. Februar 1838   | 11. Juli 1846      |
| Charles Augustus FitzRoy                           | 3. August 1846     | 20. Januar 1855    |
| William Denison                                    | 20. Januar 1855    | 22. Januar 1861    |
| Sir John Young, 2. Baronet                         | 16. Mai 1861       | 24. Dezember 1867  |
| Somerset Lowry-Corry, 4. Earl Belmore              | 8. Januar 1868     | 21. Februar 1872   |
| Hercules Robinson, 1. Baron Rosmead                | 3. Juni 1872       | 19. Mai 1879       |
| Augustus Loftus                                    | 4. August 1879     | 9. November 1885   |
| Robert Wynn-Carington, 1. Marquess of Lincolnshire | 12. Dezember 1885  | 3. November 1890   |
| Victor Child-Villiers, 7. Earl of Jersey           | 15. Januar 1891    | 2. März 1893       |
| Robert Duff                                        | 29. Mai 1893       | 15. März 1895      |
| Henry Brand, 2. Viscount Hampden                   | 21. November 1895  | 5. März 1899       |
| William Lygon, 7. Earl Beauchamp                   | 18. Mai 1899       | 30. April 1901     |
| Harry Rawson                                       | 27. Mai 1902       | 27. Mai 1909       |
| Frederic Thesiger, 3. Baron Chelmsford             | 28. Mai 1909       | 11. März 1913      |
| Gerald Strickland, 1. Baron Strickland             | 14. März 1913      | 27. Oktober 1917   |
| Walter Edward Davidson                             | 18. Februar 1918   | 14. September 1923 |
| Dudley de Chair                                    | 28. Februar 1924   | 7. April 1930      |
| Philip Game                                        | 29. Mai 1930       | 15. Januar 1935    |
| Alexander Hore-Ruthven, 1. Earl of Gowrie          | 21. Februar 1935   | 22. Januar 1936    |
| David Murray Anderson                              | 6. August 1936     | 29. Oktober 1936   |
| John Loder, 2. Baron Wakehurst                     | 8. April 1937      | 8. Januar 1946     |
| John Northcott                                     | 1. August 1946     | 31. Juli 1957      |
| Eric Woodward                                      | 1. August 1957     | 31. Juli 1965      |
| Roden Cutler                                       | 20. Januar 1966    | 19. Januar 1981    |
| James Rowland                                      | 20. Januar 1981    | 20. Januar 1989    |
| David Martin                                       | 20. Januar 1989    | 7. August 1990     |
| Peter Sinclair                                     | 8. August 1990     | 29. Februar 1996   |
| Gordon Samuels                                     | 1. März 1996       | 28. Februar 2001   |
| Marie Bashir                                       | 1. März 2001       | 1. Oktober 2014    |
| David Hurley                                       | 2. Oktober 2014    | 1. Mai 2019        |
| Margaret Beazley                                   | 2. Mai 2019        | amtierend          |